# Abel Caballero
Abel Ramón Caballero Álvarez (ur. 2 września 1946 w Ponteareas) – hiszpański polityk, ekonomista, nauczyciel akademicki i samorządowiec, parlamentarzysta, w latach 1985–1988 minister transportu, turystyki i komunikacji, burmistrz Vigo.

## Życiorys
Pracował w marynarce handlowej. W 1972 ukończył studia ekonomiczne na Universidad de Santiago de Compostela. Doktoryzował się na tej uczelni, a także pracował na wydziale nauk ekonomicznych tego uniwersytetu. Uzyskał również doktorat z ekonomii na University of Cambridge oraz magisterium w tej dziedzinie na University of Essex. Wykładał na różnych uczelniach, został profesorem teorii ekonomii na Universidad de Vigo.
Zaangażował się w działalność polityczną w ramach Hiszpańskiej Socjalistycznej Partii Robotniczej. W latach 1982–1997 sprawował mandat posła do Kongresu Deputowanych II, III, IV, V i VI kadencji. Od lipca 1985 do lipca 1988 zajmował stanowisko ministra transportu, turystyki i komunikacji w dwóch rządach Felipe Gonzáleza. W 1997 był kandydatem socjalistów na prezydenta Galicji, od tegoż roku do 2001 zasiadał w regionalnym parlamencie. W latach 2005–2007 kierował Autoridad Portuaria de Vigo, instytucją zarządzającą miejskim portem. W 2007 objął urząd alkada Vigo.